# Tuʻi Tonga
De Tuʻi Tonga is een geslacht van Tongaanse koningen, dat in de 10e eeuw door de mythische ʻAhoʻeitu werd gesticht. Zij trokken zich terug van de politieke macht in de 15de eeuw, waarbij de macht werd overgedragen aan de Tuʻi Haʻatakalaua. De mannelijke afstammingslijn stierf in 1865 uit met Laufilitonga. Tot op de dag van vandaag leven echter nog nakomelingen onder de stamhoofden van Kalaniuvalu.